# The Wedding Party 2
The Wedding Party 2: Destination Dubai es una película de drama y comedia romántica nigeriana de 2017 dirigida por Niyi Akinmolayan. Es una secuela de The Wedding Party, estrenada en diciembre de 2016. La fotografía principal de la película, que se rodó en Lagos y Dubái, comenzó en mayo de 2017. Llegó a ser la tercera película nigeriana más taquillera de todos los tiempos.

## Sinopsis
El hermano mayor de Dozie (Banky Wellington), Nonso (Enyinna Nwigwe), ha continuado su romance con Deardre (Daniella Down), la dama de honor de Dunni (Adesua Etomi). Nonso lleva a Deardre a una cita en Dubái y le propone matrimonio por accidente. Después de una desastrosa ceremonia de compromiso tradicional en Lagos, la familia de Nonso y la aristocrática familia británica de Deardre aceptan a regañadientes una boda en Dubái.

## Elenco
- Enyinna Nwigwe como Nonso Onwuka
- Daniella Down como Deardre Winston
- Adesua Etomi como Dunni Onwuka
- Banky Wellington como Dozie Onwuka
- Sola Sobowale como la Sra. Tinuade Coker
- Alibaba Akporobome como ingeniero Bamidele Coker
- Richard Mofe Damijo como Jefe Felix Onwuka
- Iretiola Doyle como Lady Obianuju Onwuka
- Somkele Iyamah-Idhalama como Yemisi Disu
- Ikechukwu Onunaku como Sola
- Zainab Balogun como Wonu
- Beverly Naya como Rosie
- Afeez Oyetoro como Ayanmale[7]
- Chiwetalu Agu como Anciano de la familia
- Patience Ozokwor como la tía de Nonso
- Chigul como oficial de inmigración
- Seyi Law como oficial de aduanas
- Kunle Idowu como Harrison
- Jumoke George como Iya Michael
- Regan Tetlow como el MC británico
- Frank Donga como conductor